# Amygdalaria pelobotryon
Amygdalaria pelobotryon är en lavart som först beskrevs av Göran Wahlenberg, och fick sitt nu gällande namn av Norman. Amygdalaria pelobotryon ingår i släktet Amygdalaria och familjen Lecideaceae.  Arten är reproducerande i Sverige. Inga underarter finns listade i Catalogue of Life.